# جمی آلاپگ
جمی آلاپگ (انگلیسی: Jimmy Alapag؛ زادهٔ ۳۰ دسامبر ۱۹۷۷) یک بازیکن بسکتبال اهل ایالات متحده آمریکا است.